# SMS Prinz Adalbert (1904)
El SMS (Seiner Majestät Schiff, en español buque de Su Majestad) Prinz Adalbert fue un crucero acorazado alemán construido a principios del siglo XX para la Kaiserliche Marine (Marina Imperial Alemana).

## Botadura y alistamiento
Llamado como el tercer hijo del Káiser Guillermo II, el príncipe Adalberto de Prusia, fue el buque cabeza de su clase. El Prinz Adalbert fue construido en los astilleros de la marina de Kiel. Fue puesto an grada en abril de 1900 y completado en enero de 1904, con un coste de 16 371 000 de marcos alemanes. Antes de ser asignado, el Prinz Adalbert sirvió como buque de entrenamiento de artillería.

## Historial
Al inicio de la Primera Guerra Mundial, el Prinz Adalbert fue asignado al III Grupo de Exploración de la Flota de Alta Mar. En noviembre de 1914, fue transferido al mar Báltico para realizar operaciones contra la marina rusa. El 24 de enero de 1915, embarrancó cerca de Steinort mientras realizaba una misión de bombardeo de la base naval de Libau. El buque fue pronto reflotado.
El 2 de julio de 1915, el submarino británico HMS E9, bajo el mando del Lt. Cdr. Max Horton, torpedeó y dañó gravemente al Prinz Adalbert cerca de Rozewie, pero el buque pudo regresar a puerto.
El 23 de octubre de 1915, otro submarino británico, el HMS E8, al mando del Lt. Cdr. Francis Goodhart, torpedeó de nuevo al crucero acorazado desde una distancia de 1000 yardas, a 20 millas al oeste de Libau. La santabárbara explotó y el buque se hundió inmediatamente, con la pérdida de 672 tripulantes. Sólo hubo tres supervivientes.
Los restos del naufragio fueron encontrados por submarinistas suecos en junio de 2007, a 56°33' N, 20°18" E.

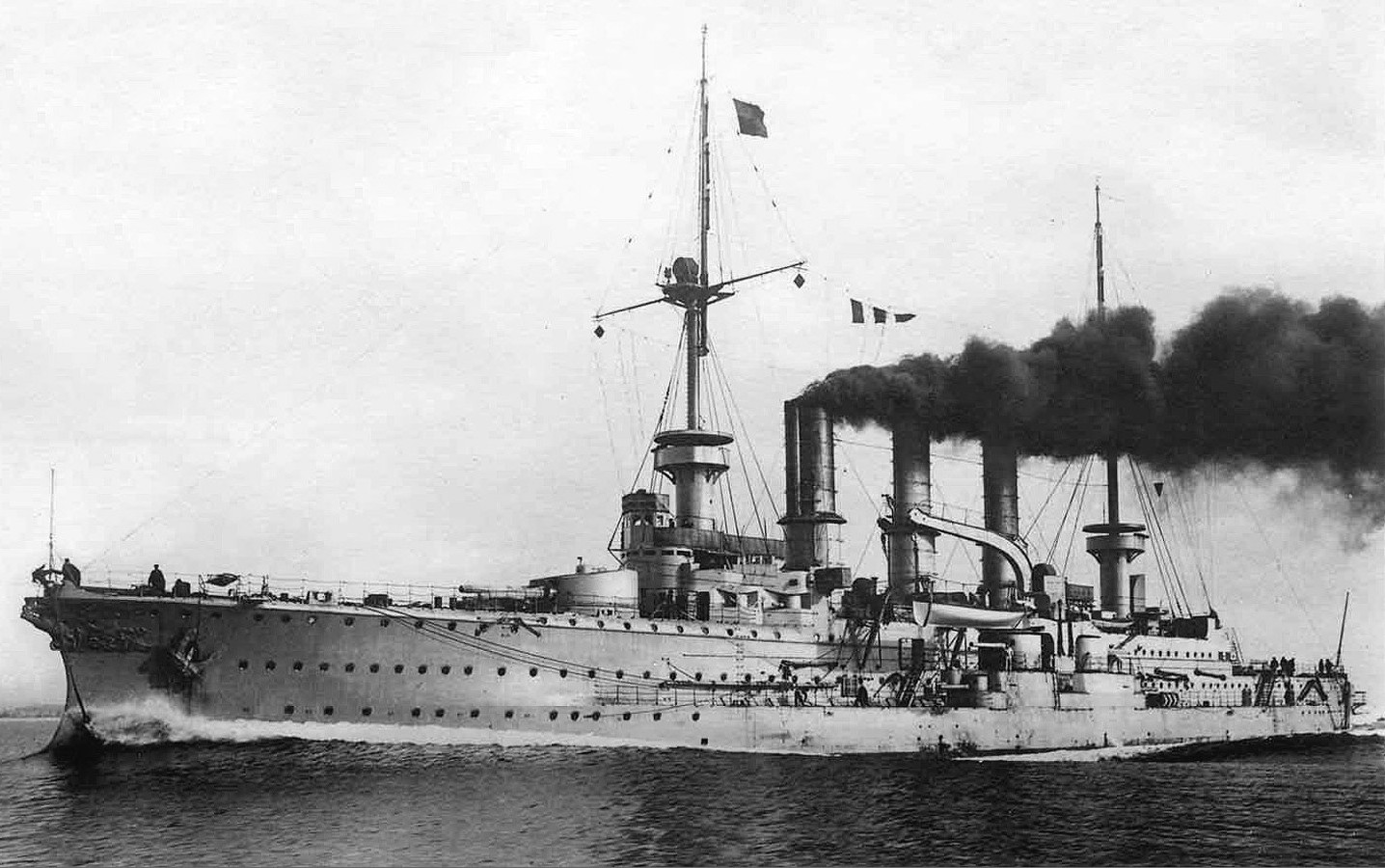
El SMS Prinz Adalbert en 1914.

## Anexos
- Anexo:Cruceros acorazados por país